# Karl Hermann Friedrich
Karl Hermann Friedrich (* 4. September 1918 in Buchholz, Ostpreußen; † 28. Januar 1993 in Wachtberg) war ein deutscher Offizier der Luftwaffe, zuletzt Generalmajor der Bundeswehr, und Journalist.

## Leben

### Wehrmacht
Beförderungen
- 1939 Leutnant
- 1941 Oberleutnant

Friedrich stammte aus Ostpreußen. Nach der Reifeprüfung an einem humanistischen Gymnasium wurde er 1937 zum Reichsarbeitsdienst (RAD) eingezogen.
Später trat er in die Luftwaffe der Wehrmacht ein. Seine Grundausbildung absolvierte er beim I./Flak-Regiment 74 in Köln. 1938 nahm er am Fahnenjunkerlehrgang beim I./Flak-Regiment in Iserlohn teil und absolvierte eine Waffenausbildung beim Flak-Regiment 74 in Köln. Er wurde schließlich Geschützführer. Noch 1938 war er Rekrutenausbilder beim II./Flak-Regiment 14 in Köln. 1938/39 nahm er am Zugführerlehrgang beim II. und III./Flak-Regiment 14 in Köln und Duisburg teil.
1939 war er auf der Luftkriegsschule in Berlin-Gatow und besuchte den Batterieoffizierlehrgang an der Flak-Artillerieschule in Rerik. 1939/40 war er Zugführer der 3./Reserve-Flak-Scheinwerferabteilung 149 in Köln. 1940/41 war er Zug- bzw. Batterieführer der 3./leichten Flak-Abteilung 75. 1941 absolvierte er den Batterieführerlehrgang an der Flak-Artillerieschule II in Bonn. 1941 wurde er Lehrgruppenleiter für den Batteriecheflehrgang 2-cm und Bearbeiter von Vorschriften (Taktik) in Bonn und Rerik. 1943 war er Taktiklehrer an der Luftkriegsschule 6 in Kitzlingen. 1944 war er Batteriechef des 5./Flak-Lehr-Regiments und stellvertretender Operationsoffizier (Ia/op 2) beim Generalkommando des II. Flak-Korps. Sodann geriet er in sowjetische Kriegsgefangenschaft.

### Bundeswehr
Beförderungen
- 1956 Hauptmann
- 1958 Major
- 1961 Oberstleutnant
- 1964 Oberst
- 1967 Brigadegeneral
- 1974 Generalmajor

1956 trat er in die Bundeswehr ein. Er war zunächst Hilfsoffizier S 3 an der Flugabwehrschule Rendsburg. 1957/58 war er Referent im Führungsstab der Bundeswehr (Fü B V II 2 und 3) in Bonn.
1958/59 nahm er am 2. Generalstabslehrgang Luftwaffe an der Führungsakademie der Bundeswehr in Hamburg teil, wo er zum Offizier im Generalstabsdienst ausgebildet wurde. 1959/60 war er Referent im Fü B VII 3 und von 1960 bis 1964 im Fü B VII 1 und 7 in Bonn. Von 1964 bis 1966 war er Hörsaalleiter und Lehrgruppenkommandeur an der FüAkBw.
1966 wurde er Unterabteilungsleiter Allgemeine Wehrfragen im Führungsstab der Streitkräfte (Fü S VII) in Bonn. Von 1970 bis 1974 war er Beauftragter für Erziehung und Bildung beim Generalinspekteur der Bundeswehr. 1974 wurde er Kommandeur des Luftwaffenausbildungskommandos in Köln-Wahn. 1978 trat er außer Dienst.

### Journalismus
Er war 1950/51 Volontär und danach Redakteur und Verlagsleiter bei der FDP-nahen Westdeutschen Rundschau (Westdeutsche Presse GmbH) in Wuppertal. Von 1979 bis 1986 war er Chefredakteur der Militärfachzeitschrift Truppenpraxis.
Friedrich, evangelisch, war verheiratet und Vater von drei Kindern.

## Ehrungen
- 1974: Verdienstkreuz I. Klasse der Bundesrepublik Deutschland
- 1978: Großes Verdienstkreuz der Bundesrepublik Deutschland